# 新ランタオ島バス転落事故
新ランタオ島バス転落事故（しんランタオとうバスてんらくじこ、ニューランタオバスてんらくじこ）は、1973年7月22日に香港新界離島区のランタオ島で新ランタオ島バスの車両が崖から転落した事故である。当時、香港で最大の死者を出した交通事故であり、その数は死者17人、負傷者23人である。2018年現在、香港で起きた交通事故のうち4番目に死傷者が多い事故となっている。

## 事故経緯
事故当日の午後2時30分、当該車両は昂坪から観光客を乗せ梅窩へ向かう途中の羌山道と深屈道のジャンクションで違法駐車をしていた乗用車を避けるためハンドルを切り、コントロールを失ってしまった。コントロールを失った車両は丘の右側にぶつかった後、左側に跳ね返りガードレールを突破し90m下にある山腹へと落下した。生存者によると落下まではほぼ一瞬の出来事だったという。バスの屋根がはがれたため多くの乗客が山腹に放り投げられ、当局は全ての乗客を救出するには7時間かかると判断し、100人以上の救助隊員を派遣し5機の救助用ヘリも投入した。しかし事故現場は傾斜の急な丘だったため、妊娠中の女性を含めた17人が死亡、23人が重軽傷を負うこととなった。